# Kasteel Zuilichem (Zaltbommel)

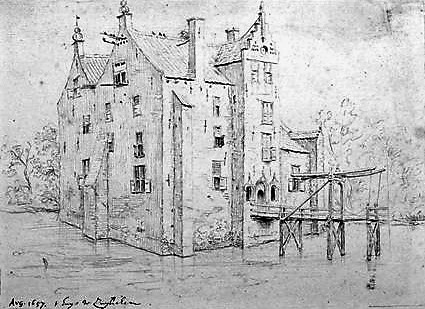
Constantijn Huygens jr.: Kasteel van Zuilichem, 1657.

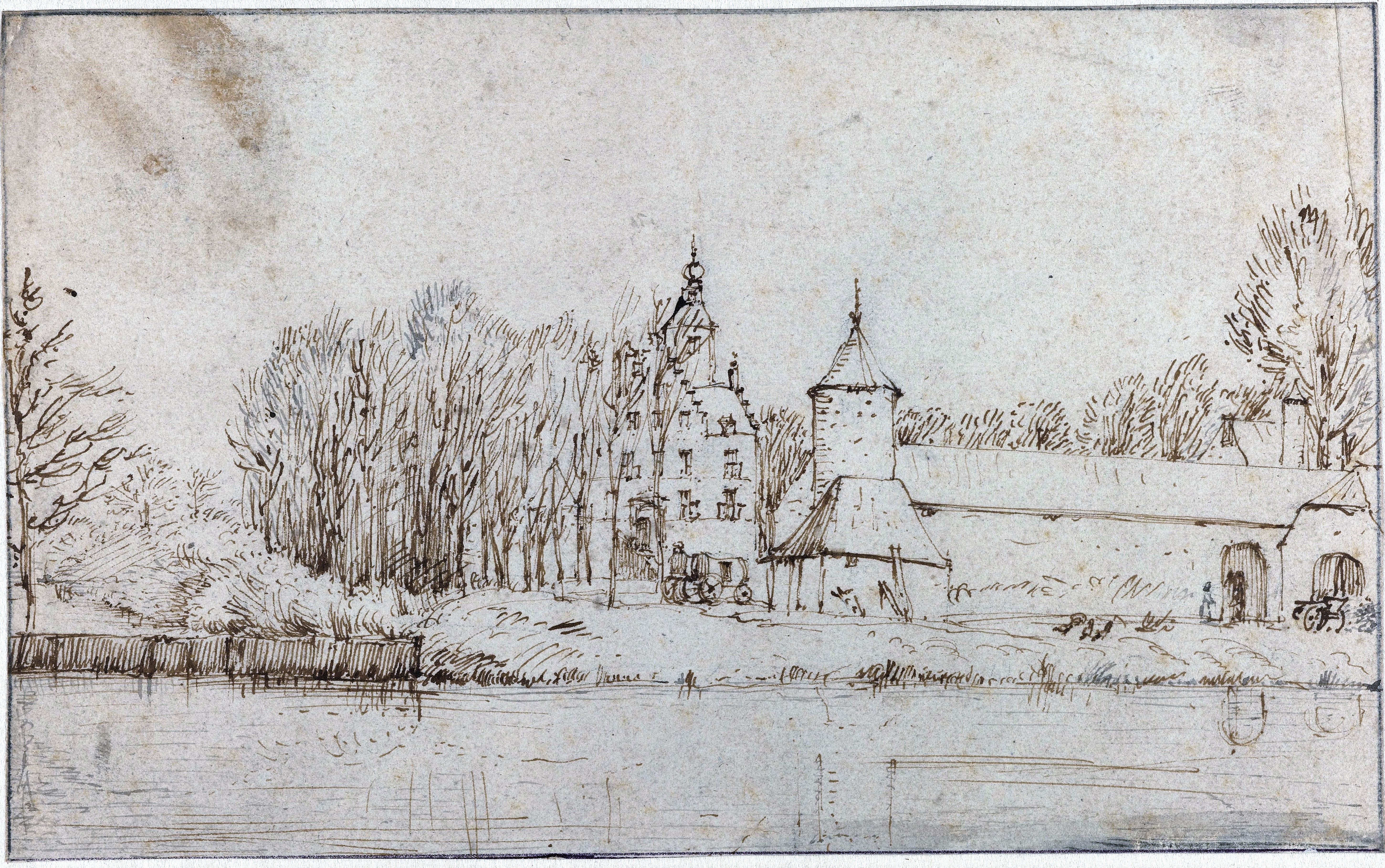
Constantijn Huygens jr.: Huis te Zuilichem, gezien van de overzijde van de Waal, 1679.

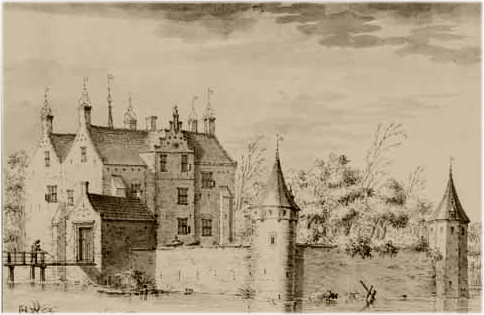
Kasteel Zuilichem in 1712 door J. Stellingwerf.

Kasteel Zuilichem was een kasteel in het gelijknamige dorp Zuilichem in de gemeente Zaltbommel, in de Nederlandse provincie Gelderland. De fundamenten liggen ten noorden van Zuilichem rondom de Waaldijk. In 1764 werd het hoofdgebouw afgebroken omdat de loop van de Waal verschoof en de Waaldijk naar binnen moest worden verlegd. De omgrachte voorhof met voorhof en hoektorens bleven staan tot 1818. Toen liet de nieuwe eigenaar M. J. van Eyck een nieuw huis in de vorm van een ronde toren bouwen. Hij sloopte de hoektoren, maar herstelde de poort. Zijn zoon F. N. M. van Eyck liet ten slotte alles slopen in 1866, zodat het terrein nu weiland is, met een plaquette ter toelichting.

## Geschiedenis
Op deze strategische plek in de bocht van de Waal werd al in Romeinse en Karolingische tijd tol geheven op de rivier. Het oudste deel van het kasteel was de donjon. Deze werd later uitgebreid met een hoofdgebouw, voorhof met torens en poort. In het jaar 1196 was Reynald van Nassau de burggraaf van Zuylichem. Latere bewoners van de Heerlijkheid Zuilichem waren onder andere de geslachten Van Herlaer en Pieck.
De belangrijkste eigenaar en bewoner was echter Constantijn Huygens Sr., secretaris van stadhouder Frederik Hendrik van Oranje en Nederlands topdiplomaat en dichter. Hij kocht het kasteel op 23 april 1630. Tekeningen van het kasteel, gemaakt door Constantijn Huygens Jr. bevinden zich in museum Stadskasteel Zaltbommel. Vanwege hun relaties aan het Franse hof van Lodewijk XIV van Frankrijk, lukte het de familie Huygens om de verwoesting van het kasteel Zuilichem in het rampjaar 1672 te voorkomen. Zoon Christiaan Huygens was als onderzoeksdirecteur in Franse dienst bij de Académie des sciences te Parijs.
Omstreeks 1690 werd het kasteel verkleind in het kader van werkzaamheden aan de middeleeuwse dijk welke landinwaarts werd verplaatst. In 1764 is het hoofdgebouw afgebroken. Omstreeks 1819 bestond het kasteel nog als ruïne en werden de laatste resten gesloopt ten behoeve van woningbouw. Bij werkzaamheden aan de dijk in 1996 werd ter plaatse de noordoostelijke hoek van het kasteel ontdekt. Bovengronds staat tegenwoordig een replica van deze muur. In de wei daarnaast liggen nog de fundamenten van het voorhof. De vondsten werden nagemetseld in de kruin van de dijk.